# Moment de inerție planar
În fizică momentul de inerție planar (sau momentul de al doilea ordin) este o proprietate geometrică a unei arii care reflectă modul în care punctele sale sunt distribuite în raport cu o axă arbitrară. Momentul e inerție planar este de obicei notat fie cu {\displaystyle I} (pentru o axă care se află în planul ariei), fie cu {\displaystyle J} (pentru o axă perpendiculară pe planul ariei). În ambele cazuri, se calculează cu o integrală dublă peste obiectul în cauză. Un moment de inerție planar are dimensiunea L (lungime) la puterea a patra, unitatea de măsură în SI este metri la puterea a patra (m4).
În ingineria structurală, momentul de inerție al secțiunii unei  grinzi este o proprietate importantă utilizată în calculul săgeții grinzii și a tensiunii cauzate de un moment aplicat grinzii. Pentru a maximiza momentul de inerție planar, o mare parte din aria secțiunii transversale a unei grinzi cu profil „I” este situată la distanța maximă posibilă de centrul de masă al secțiunii grinzii. Momentul de inerție planar oferă o măsură a rezistenței la încovoiere a unei grinzi. Similar, momentul de inerție polar oferă o măsură a rezistenței la torsiune a grinzii.
Diferite discipline inginerești folosesc termenul de moment de inerție pentru a se referi la diferite momente, expresie folosită și în continuarea acestui articol. Se poate referi la oricare dintre cele două  momente axiale ale ariei (adesea {\displaystyle I_{x}=\iint _{R}y^{2}\,dA} respectiv {\displaystyle I_{y}=\iint _{R}x^{2}\ ,dA,} în raport cu un plan de referință), la momentul de inerție centrifugal {\displaystyle I_{xy}=\iint _{R}xy\ ,dA,} sau la momentul de inerție polar al ariei ({\displaystyle I_{p}=\iint _{R}r^{2}\,dA}, unde r este distanța până la originea sistemului de axe de referință). În fiecare caz, integrala este peste toate elementele infinitezimale ale ariei, dA, într-o secțiune transversală bidimensională. În fizică momentul de inerție (fără altă precizare) se referă strict al doilea moment al masei în raport cu distanța față de o axă: {\displaystyle I=\int _{Q}r^{2}dm}, unde r este distanța până la o axă potențială de rotație, iar integrala este peste toate elementele infinitezimale ale masei, dm, într-o formă tridimensională a obiectului Q.

## Definiții

### Moment de inerție axial

O formă oarecare. ρ este distanța radială a elementului dA, cu proiecțiile pe axe x și y.

Momentul de inerție axial a unei arii oarecare R față de axa x este definită drept
{\displaystyle I_{x}=\iint _{R}y^{2}\,dx\,dy}
unde
{\displaystyle dx\,dy=dA} este elementul de arie infinitezimal,
{\displaystyle y} este distanța dintre elementul de arie și axa x.
Analog, momentul de inerție axial față de axa y este:
{\displaystyle I_{y}=\iint _{R}x^{2}\,dx\,dy}
Momentele de inerție axiale sunt esențiale în teoria Euler–Bernoulli a barelor⁠(d)

### Moment de inerție centrifugal
Momentul de inerție centrifugal este definit drept
{\displaystyle I_{xy}=\iint _{R}yx\,dx\,dy.}

## Teorema axei paralele

Fie o formă la care axa xtrece prin centrul său de masă. Momentul de inerție axial față de axa x' se poate obține din teorema axei paralele

Uneori este necesar să se calculeze momentul de inerție axial al ariei unei forme față de o axă {\displaystyle x^{\prime }} diferită de axa x care trece prin centrul de masă al formei. De obicei acest moment se obține cunoscând momentul de simetrie față de axa care trece prin centrul de masă, {\displaystyle x}, utilizând teorema axei paralele (o variantă a teoremei lui Steiner), care spune
{\displaystyle I_{x'}=I_{x}+Ad^{2}}
unde
{\displaystyle A} este aria formei, iar
{\displaystyle d} este distanța (perpendiculară) dintre  axele {\displaystyle x} și {\displaystyle x^{\prime }}.
Similar se poate obține momentul de inerție axial față de axa {\displaystyle y^{\prime }} pe baza momentului față de axa {\displaystyle y} care trece prin centrul de masă, sau față de o axă oarecare.

## Teorema axei perpendiculare
Pentru simplitatea calculului, adesea se dorește să se definească momentul polar al ariei (față de o axă perpendiculară, {\displaystyle z}) pe baza a două momente de inerție axiale ale ariei (ambele în raport cu axele din plan). Cel mai simplu caz leagă {\displaystyle J_{z}} de {\displaystyle I_{x}} și {\displaystyle I_{y}}:
{\displaystyle J_{z}=\iint _{R}\rho ^{2}\,dA=\iint _{R}\left(x^{2}+y^{2}\right)dA=\iint _{R}x^{2}\,dA+\iint _{R}y^{2}\,dA=I_{x}+I_{y}}
Această relație se bazează pe teorema lui Pitagora care leagă {\displaystyle x} și {\displaystyle y} cu {\displaystyle \rho } și pe liniaritatea integrării.

## Forme compuse
Pentru forme mai complicate, adesea este mai ușor să se împartă aria într-o serie de forme mai simple. Momentul de inerție axial al ariei pentru întreaga formă este suma momentelor de simetrie axiale ala ariilor tuturor părților sale față de o axă comună. Aceasta poate cuprinde și forme care „lipsesc” (adică găuri, forme goale etc.), caz în care momentul lor de inerție axial se scade în loc să se adauge. Cu alte cuvinte, pentru metoda formelor compuse momentul de inerție axial al părților „lipsă” este considerat negativ.
Pentru forme simple 